# برک جانکات
برک جانکات (به ترکی استانبولی: Berk Cankat) (زاده ۹ مه ۱۹۸۴) بازیگر و گرافیست اهل ترکیه است.

## زندگی
برک جانکات در ۹ مه ۱۹۸۴ در شهر آنکارا زاده شد. او اصالتاً از چرکس تبارهای ترکیه است. دوران کودکی او به دلیل شغل پدرش که معمار و پیمانکار بود، در شهرهایی مانند آنکارا، اسکیشیریر و هاتای گذاشت. به همین دلیل او دوران ابتدایی را در شهر هاتای و دبیرستان را در شهر آنکارا تحصیل کرد. پس از اتمام تحصیلات دبیرستان به دانشگاه بیلکنت آنکارا رفت و در رشته طراحی گرافیک از این دانشگاه فارغ‌التحصیل شد. او پس از به پایان رساندن تحصیلاتش به شهر استانبول آمد. تا با دوست نزدیک خود به عنوان گرافیست کار کند، اما پس از آمدن به استانبول تصمیمم گرفت که بازیگر شود، برای همین در کلاس‌های بازیگری آکادمی ۳۵٫۵ شرکت کرد. اولین تجربه تلویزیونی وی بازی در سریال «من به شما یک راز می‌گویم» از شبکه فاکس بود. که بازی خوب او در این سریال مورد توجه قرار گرفت. در سال ۲۰۱۴ به عنوان بازیگر مهمان در سریال جزر و مد بازی کرد. بازی در این سریال او را تبدیل به چهره شناخته شده در ترکیه کرد. در همان سال در سریال «دهاتی زیبا» نقش آفرینی کرد. در سال ۲۰۱۵ او در سریال سدهٔ باشکوه: کوسم بازی کرد.

## فیلم‌شناسی
| تلویزیون  | تلویزیون                       | تلویزیون                     | تلویزیون              |
| سال       | عنوان                          | نقش                          | یادداشت               |
| --------- | ------------------------------ | ---------------------------- | --------------------- |
| ۲۰۱۳–۲۰۱۴ | Sana Bir Sır Vereceğim         | Savaş Yapıcı                 | Yardımcı oyuncu       |
| ۲۰۱۴      | جزر و مد                       | جم                           | بازیگر مهمان          |
| ۲۰۱۴–۲۰۱۵ | Güzel Köylü                    | Cemal Alkan                  | Başrol oyuncusu       |
| ۲۰۱۵–۲۰۱۶ | سدهٔ باشکوه: کوسم               | الکس / اسکندر / شاهزاده یحیی | بازیگر اصلی           |
| ۲۰۱۷      | Yıldızlar Şahidim              | Aras Demir                   | Başrol oyuncusu       |
| ۲۰۱۸      | Gülizar                        | Murat                        | Başrol oyuncusu       |
| ۲۰۱۸      | Bir Deli Rüzgar                | Uğur                         | Başrol oyuncusu       |
| ۲۰۲۲–۲۰۲۳ | Sıfırıncı Gün                  | Mert                         | Başrol oyuncusu       |
| ۲۰۲۴      | Kudüs Fatihi Selahaddin Eyyubi | Kanlı Bernard                | Yardımcı oyuncu       |
| اینترنتی  |                                |                              |                       |
| سال       | عنوان                          | نقش                          | یادداشت               |
| ۲۰۲۲      | Aslında Özgürsün               | Koray                        | Yardımcı oyuncu       |
| Yakında   | P.A.Y.                         |                              |                       |
| سینما     |                                |                              |                       |
| سال       | عنوان                          | نقش                          | یادداشت               |
| ۲۰۲۳      | Atatürk                        | Ali Fuat Cebesoy             | TV filmi Sinema filmi |